# Boquila
Boquila és un gènere d'angiospermes de la família de les lardizabalàcies (Lardizabalaceae) originari dels boscos temperats del centre i sud de Xile i l'Argentina. L'única espècie és Boquila trifoliata, que a Xile es coneix amb els noms de pilpil, voqui, voquicillo, voquillo i voqui blanco. Té un fruit comestible.